# إدغار هال
إدغار هال (بالإنجليزية: Edgar Hull)‏ هو جراح أمريكي، ولد في 20 فبراير 1904 في باسكاغولا في الولايات المتحدة، وتوفي في 25 أكتوبر 1984.